# Dr. Dre
Dr. Dre, właściwie Andre Romelle Young (ur. 18 lutego 1965 w Compton) – amerykański producent muzyczny i raper. Jest przyrodnim bratem Warrena G.
Prekursor g-funku. W swoich produkcjach muzycznych często używa pianina oraz charakterystycznych dla jego stylu sampli perkusji.
Dr. Dre wypromował wielu znanych raperów, między innymi Game'a, Eminema, Snoop Dogga, 50 Centa. Jego pseudonim „Dr. Dre” pochodzi od jego ulubionego koszykarza – Juliusa „Dr. J” Ervinga.
W 2012 roku został sklasyfikowany na 1. miejscu najlepiej zarabiających muzyków według magazynu „Forbes”.

## Życiorys
Swoją karierę zaczął, występując jako DJ w klubach w Los Angeles, później stał się członkiem grupy World Class Wreckin’ Cru (dwie płyty: World Class i Rapped in Romance). W 1986 spotkał się z Eazym-E i razem stworzyli grupę N.W.A (należeli do niej m.in. Ice Cube, MC Ren, DJ Yella, The D.O.C. oraz Arabian Prince). W tym okresie Dre, odpowiedzialny za produkcję nagrań dla N.W.A, zostaje nazwany przez dziennikarzy „architektem gangsta rapu”.
Po odejściu z N.W.A w 1991 Dre nagrywa singiel „Deep Cover” dla wytwórni Epic, a następnie zakłada wraz z Suge Knightem wytwórnię Death Row, która wydaje w 1992 roku jego solowy debiut The Chronic. Album promowały single: „Nuthin’ but a „G” Thang”, „Let Me Ride” i „Dre Day”, na którym to zdissował swojego dawnego przyjaciela Eazy'ego. Po sukcesie The Chronic pomógł Snoopowi Doggy Dogg nagrać debiut Doggystyle, który okazał się jeszcze większym hitem niż The Chronic. W 1995 do wytwórni dołączył 2Pac, który stał się kością niezgody między Suge'em a Dre. W 1996 Dre opuścił Death Row i założył własną wytwórnię Aftermath Entertainment, gdzie wydał kompilację Dr. Dre Presents... The Aftermath oraz swój drugi solowy album 2001 promowany singlami „Still D.R.E.”, „Forgot About Dre”, „The Next Episode”.
Od blisko 15 lat zapowiadany był ostatni album rapera pt. Detox. Datę premiery zmieniano kilkakrotnie. W celu promocji zapowiadanego wydawnictwa wydano single „Kush” z gościnnym udziałem Snoop Dogga i Akona oraz "I Need a Doctor" z udziałem Eminema i piosenkarki Skylar Grey, do których zrealizowano teledyski. W 2015 roku Dr. Dre oznajmił, że projekt Detox nigdy nie ujrzy światła dziennego. 7 sierpnia 2015 ukazał się ostatni album rapera zatytułowany Compton, inspirowany filmem Straight Outta Compton.
W grudniu 2020 roku, firma wydająca gry komputerowe, Rockstar Games ogłosiła, że Dr. Dre pojawi się w następnej aktualizacji ich gry Grand Theft Auto Online o nazwie Grand Theft Auto Online: The Cayo Perico Heist w roli głosowej oraz jako cameo. Razem w z nim, w grze pojawił się jego długoletni współpracownik, Jimmy Iovine, oraz producent muzyczny DJ Pooh. Blisko rok później, firma ogłosiła, że Dr. Dre ponownie pojawi się w GTA Online, tym razem w rozszerzeniu The Contract, gdzie usłyszeć będzie można po raz pierwszy jego niewydane od 2015 utwory, kiedy to wydał swój ostatni album. 
W 2024 otrzymał swoją gwiazdę na Hollywood Walk of Fame.  

## Życie prywatne
23 sierpnia 2008 roku 20-letni syn rapera, Andre Young Jr., został znaleziony martwy w mieszkaniu matki, z którą mieszkał. Przyczyną zgonu według koronera było przedawkowanie heroiny i morfiny.
W czerwcu 2020 roku, po 24 latach małżeństwa, jego była żona Nicole Young złożyła pozew rozwodowy, jako powód podając „różnice nie do pogodzenia”. Sprawa zakończyła się w grudniu 2021 roku. 
Na początku 2021 roku Dr. Dre został przyjęty do szpitala Cedars-Sinai Medical Center w Kalifornii z powodu tętniaka mózgu, z którego został wypisany kilka dni później. Kilka godzin po przyjęciu do szpitala, miało miejsce włamanie do jego willi w Brentwood, w związku z czym zatrzymano cztery osoby.

## Dyskografia
- The Chronic (1992)
- 2001 (1999)
- Compton (2015)

## Filmografia
| Rok  | Tytuł                                 | Rola      | Uwagi    |
| ---- | ------------------------------------- | --------- | -------- |
| 1992 | Niggaz4Life: The Only Home Video      | On sam    | Dokument |
| 1996 | Desperatki (Set It Off)               | Black Sam |          |
| 1997 | Whiteboyz                             | Don Flip  |          |
| 2000 | Up in Smoke Tour                      | On sam    | Dokument |
| 2001 | Dzień próby (Training Day)            | Paul      |          |
| 2001 | The Wash: Hiphopowa myjnia (The Wash) | Sean      |          |
| 2015 | Unity                                 | On sam    | Narrator |
| 2017 | Defiant Ones                          | On sam    | Dokument |

### Filmy biograficzne
| Rok  | Tytuł                                    | Grany przez     | Uwagi                        |
| ---- | ---------------------------------------- | --------------- | ---------------------------- |
| 2015 | Straight Outta Compton                   | Corey Hawkins   | Film o grupie N.W.A          |
| 2016 | Surviving Compton: Dre, Suge & Michel'le | Curtis Hamilton | Film o piosenkarce Michel'le |
| 2017 | All Eyez on Me                           | Harold Moore    | Film o raperze Tupacu        |

### Gry komputerowe
| Rok  | Tytuł                                          | Rola   | Uwagi                                                                                                 |
| ---- | ---------------------------------------------- | ------ | --- |
| 2005 | 50 Cent: Bulletproof                           | Grizz  | Głos                                                                                                  |
| 2020 | Grand Theft Auto Online: The Cayo Perico Heist | On sam | Głos; cameo                                                                                           |
| 2021 | Grand Theft Auto Online: The Contract          | On sam | Głos; cameo; aktualizacja zawiera również nową muzykę wyprodukowaną przez Dr. Dre na potrzeby dodatku |